# David Blatt
David Blatt (Louisville, Kentucky, 22 de maig de 1959) és un exjugador i entrenador professional de bàsquet. Té la doble nacionalitat estatunidenca i isrealiana.

## Biografia
Nascut a Kentucky, Blatt va créixer a Massachusetts. En la seua etapa universitària va jugar amb els Princeton Tigers. Després d'haver competit amb els Estats Units en els Jocs Macabeus de 1981, competició en la qual obtingué la medalla d'or, decideix obtindre la nacionalitat israeliana degut als seus orígens jueus.
Després de competir en molts clubs, es retira com a jugador professional en la temporada 1992-93 a causa de una lesió.
En aquest moment comença una carrera com a entrenador, faena que ja realitzava des de feia uns anys amb equips de jugadors joves en paral·lel a la seua carrera com a jugador.
Al començament de la seua carrera com a entrenador, alterna la posició d'entrenador i la d'assistent, en particular al costat de Pinhas Gershon. Així, és assistent de Gershon en el Hapoel Galil Elyon abans d'ocupar la posició d'entrenador principal.
La temporada 1999-2000 torna a coincidir amb Gershon en el Maccabi Tel-Aviv. Té una participació activa en la arribada de jugadors com Anthony Parker i Maceo Baston. La temporada 2000-01 el Maccabi va aconseguir guanyar el títol europeu de la Suprolliga.
Pren el relleu de Gershon després de l'eixida d'aquest, i ocupa la posició d'entrenador principal del Maccabi durant dues campanyes. Tant en la temporada 2001-02 com en la 2002-03, guanya la lliga i la copa d'Israel. En la temporada 2003-04, torna a acceptar el paper d'assistent de Gershon en el Maccabi. Aquesta temporada el Maccabi es corona campió de l'Eurolliga.
La temporada 2004-05 té la seua primera experiència fora d'Israel com a entrenador. Agafa el club rus del Dynamo Sant Petersbourg. Allí assoleix el títol de l'EuroCup de 2005. La temporada següent signa amb el l'equip italià Benetton Treviso, que condueix al títol de lliga i de copa italiana.
La temporada 2007-08 es fa càrrec de l'Efes Pilsen İstanbul. No obstant, els resultats en Eurolliga no estan a l'alçada de les expectives dels directius i es pren la decisió de la seua eixida per mutu acord.
En paral·lel a la seua carrera amb clubs, es fa càrrec durant moltes temporades de la selecció d'Israel, com a assistent i com a entrenador principal. Després, el 2006 signa com a entrenador de la selecció de Rússia. Condueix aquesta selecció a la medalla d'or en el Eurobasket 2007. Va eliminar França, després Lituània i per acabar Espanya, campió del món un any abans, en la final per 60-59.
Anys més tard, en els Jocs Olímpics de Londres 2012, aconsegueix la medalla de bronze amb la selecció de Rússia en véncer per 81-77 a la selecció de l'Argentina.
La temporada 2013-14 aconsegueix el títol d'Eurolliga, la copa i la lliga d'Israel amb el Maccabi Tal-Aviv. Al juny 2014, anuncia la seua dimissió com a entrenador del Maccabi Tal-Aviv. Uns dies més tard és nomenat entrenador dels Cleveland Cavaliers de l'NBA.
En la seua primera temporada com a entrenador dels Cavaliers, arriba a disputar la final de l'NBA. Allí perdé finalment en la sèrie per 2-4 davant els Golden State Warriors. Blatt fou acomiadat com a entrenador dels Cleveland Cavaliers el 22 de gener de 2016, en un moment en què el seu equip era líder de la Conferència Est i tenia un balanç global de 83 victòries i 40 derrotes. LeBron James fou acusat d'haver influït en l'acomiadament a causa de les tensions entre ell i Blatt. No obstant, James negà estar implicat en la decisió del propietari dels Cavaliers.
El juny de 2016, Blatt és nomenat entrenador del Darüşşafaka Doğuş, club de la primera divisió turca. El 13 d'abril de 2018 assoleix el títol de l'Eurocup amb el Darüşşafaka.
El juny de 2018, es fa càrrec del prestigiós club grec Olympiakós, on signa un contracte de dos anys. L'agost de 2019, Blatt anuncia que pateix esclerosi múltiple. A l'octubre 2019, és destituït com a entrenador de l'Olympiakos
Al desembre de 2019, obté una plaça en l'organització dels New York Knicks com a consultor. El seu contracte va acabar a l'abril de 2020.

## Trajectòria com a jugador

### Clubs
- 1977-1981: Universitat de Princeton
- 1981-1984: Maccabi Haïfa
- 1984-1986: Atlanta Pro-Am League
- 1986-1987: Hapoel Jerusalem
- 1987-1988: Maccabi Netanya
- 1988-1989: Elitzor Natanya
- 1989-1990: Hapoel Galil Elyon
- 1990-1991: Hapoel Jerusalem
- 1991-1992: Ironi Nahariya
- 1992-1993: Maccabi Hederra

## Trajectòria com a entrenador

### Clubs
- 1988-1989: Elitzor Natanya (entrenador de l'equip femení)
- 1989-1990: Hapoel Galil Elyon (entrenador de l'equip de joves)
- 1991-1992: Ironi Nahariya (entrenador de l'equip de joves)
- 1993-1994: Hapoel Galil Elyon
- 1994-1995: Hapoel Galil Elyon (ajudant de Pinhas Gershon)
- 1995-1997: Hapoel Galil Elyon
- 1999-2001: Maccabi Tel-Aviv (ajudant de Pinhas Gershon)
- 2001-2003: Maccabi Tel-Aviv
- 2003-2004: Maccabi Tal-Aviv (ajudant de Pinhas Gershon)
- 2004-2005: Dynamo Sant Petersbourg
- 2005-2007: Benetton Treviso
- 2007-2008: Efes Pilsen İstanbul
- 2008-2009: Dinamo Moscou
- 2009-2010: Aris Salònica
- 2010-2014: Maccabi Tel-Aviv
- 2014-2016: Cleveland Cavaliers
- 2016-2018: Darüşşafaka Doğuş
- 2018-2019: Olympiakós

### Selecció nacional
- 1996-1997: selecció d'Israel júnior (entrenador ajudant)
- 1997-2001: selecció d'Israel (entrenador ajudant)
- 2004-2005: selecció d'Israel
- 2006-2012: selecció de Rússia

## Palmarés

### Clubs
Competicions internacionals:
- Suprolliga: 2001 (entrenador ajudant)
- Eurolliga: 2004 (entrenador ajudant)
- FIBA EuroCup: 2005
- Eurolliga: 2014
- Eurocup Basketball: 2018

Competicions nacionals:
- Campió de la lliga d'Israel: 2002, 2003, 2011, 2012, 2014
- Campió de la copa d'Israel: 2002, 2003, 2011, 2012, 2013, 2014
- Campió de la lliga d'Itàlia: 2006
- Campió de la Copa d'Itàlia: 2007
- Finalista de l'NBA 2014-2015

### Selecció nacional
- Eurobasket 2007: medalla d'or (amb Rússia)

- Eurobasket 2011: medalla de bronze (amb Rússia)

- Jocs Olímpics Londres 2012: medalla de bronze (amb Rússia)

### Distincions personals
- Entrenador de l'any a Israel: 1996, 2002, 2011, 2014
- Entrenador de l'any a Rússia: 2004-05
- Entrenador de l'any de l'Eurolliga: 2014
- Orde de l'Amistat: 2014
- Millor entrenador del mes de novembre de 2015 a la Conferència Est de l'NBA[14]